# Selenocosmia lanceolata
Selenocosmia lanceolata là một loài nhện trong họ Theraphosidae.
Loài này thuộc chi Selenocosmia. Selenocosmia lanceolata được Henry Roughton Hogg miêu tả năm 1914.